# Elżbieta (Żegałowa)
Elżbieta, imię świeckie Tatjana Wiktorowna Żegałowa (ur. 12 marca 1958 w Dmitrowie) – rosyjska mniszka prawosławna, przełożona stauropigialnego monasteru Trójcy Świętej Stefana Machryskiego.

## Życiorys
Pochodzi z rodziny urzędniczej. Została ochrzczona w dzieciństwie, ale jej rodzina nie była religijna. Po ukończeniu szkoły średniej nr 6 w Dmitrowie pracowała w różnych instytucjach. Osobą głęboko wierzącą stała się pod wpływem osobistej lektury Biblii, spotkań z ks. Dmitrijem Dudką i hieromnichem Benedyktem (Pieńkowem), jak również z osobami, które znały ostatnich starców optyńskich.
W 1981 wstąpiła jako posłusznica do Monasteru Piuchtickiego. W monasterze pracowała w gospodarstwie, w kuchni, w kancelarii, była także chórzystką. W 1989 złożyła śluby mnisze w riasofor przed metropolitą leningradzkim Aleksym II, zachowując dotychczasowe imię. W 1991 została przeniesiona do monasteru Kazańskiej Ikony Matki Bożej i św. Ambrożego z Optiny w Szamordinie. 7 kwietnia 1992 została postrzyżona na mniszkę przez swojego ojca duchowego, Benedykta (Pieńkowa), ówcześnie namiestnika Pustelni Optyńskiej. Przyjęła imię zakonne Elżbieta na cześć nowomęczennicy wielkiej księżnej Elżbiety.
Od 1992 przebywała w monasterze Zaśnięcia Matki Boże w Aleksandrowie, zaś rok później została mianowana pierwszą przełożoną (z godnością starszej siostry) restytuowanego po 70 latach monasteru Trójcy Świętej Stefana Machryskiego. Do 1995 był to skit filialny monasteru w Aleksandrowie, zaś w wymienionym roku ponownie stał się samodzielnym klasztorem. W 1997 mniszka Elżbieta otrzymała godność ihumeni.
Odznaczona cerkiewnymi orderami św. Olgi (III stopnia) i św. Eufrozyny Połockiej (III stopnia).